# Man on the Rocks
Man On The Rocks es el vigésimo quinto álbum de estudio de Mike Oldfield. Fue producido y grabado por Stephen Lipson y Mike Oldfield en estudios de Nassau, Bahamas, Los Ángeles y Londres. Su editora es Virgin Records/EMI y su comercialización comenzó el 3 de marzo de 2014. El disco cuenta con tres formatos diferentes: un CD; una edición de lujo que incluye dos CD (el primer CD el álbum original y el segundo CD incluye versiones instrumentales de las canciones); una tercera caja Superdeluxe (que también incluye un CD extra con las demos originales cantadas por Mike Oldfield, junto a varias postales).

## Grabación
Se trata del primer álbum de Oldfield con material nuevo desde Music of the Spheres (2008). Incluye canciones de género pop y rock compuestas por Oldfield como Sailing, Chariots e Irene (basada en el Huracán Irene). La excepción es I Give Myself Away compuesta por William McDowell.

"Ahora estoy psicológicamente en paz, tras años de psicoterapia. Recuerdo cómo solía ser y los traumas infantiles están dentro de mí, aunque soy capaz de mirarles directamente y no pueden controlar mi vida"
Mike Oldfield, sobre Man on the Rocks en Diario El País (2014) 

## Canciones
Todas las canciones compuestas por Mike Oldfield, excepto I Give Myself Away, compuesta por William McDowell. En el disco 1, todas las canciones son cantadas e interpretadas por Luke Spiller.

### Disco 1
1. "Sailing" - 4:44
2. "Moonshine" - 5:48
3. "Man On The Rocks" - 6:11
4. "Castaway" - 6:35
5. "Minutes" - 4:50
6. "Dreaming In The Wind" - 5:28
7. "Nuclear" - 5:02
8. "Chariots" - 4:43
9. "Following The Angels" - 7:04
10. "Irene" - 3:57
11. "I Give Myself Away" - 5:12

### Disco 2 - Deluxe Edition
1. "Sailing" (Instrumental)
2. "Moonshine" (Instrumental)
3. "Man on the Rocks" (Instrumental)
4. "Castaway" (Instrumental)
5. "Minutes" (Instrumental)
6. "Dreaming in the Wind" (Instrumental)
7. "Nuclear" (Instrumental)
8. "Chariots" (Instrumental)
9. "Following the Angels" (Instrumental)
10. "Irene" (Instrumental)
11. "I Give Myself Away" (Instrumental)

### Disco 3 - Bonus Disc (sólo en la Super Deluxe Edition)
1. "Sailing" (Demo)
2. "Moonshine" (Demo)
3. "Man on the Rocks" (Demo)
4. "Castaway" (Demo)
5. "Minutes" (Demo)
6. "Dreaming in the Wind" (Demo)
7. "Nuclear" (Demo)
8. "Chariots" (Demo)
9. "Following the Angels" (Demo)
10. "Irene" (Demo)
11. "I Give Myself Away" (Demo)
12. "Sailing" (Alternative Mix)
13. "Dreaming in the Wind" (Alternative Mix)
14. "Following the Angels" (Alternative Mix)
15. "I Give Myself Away" (Alternative Mix)

## Personal
- Mike Oldfield: guitarras y coros.
- Luke Spiller: voz principal y coros.
- Leland Sklar: bajo.
- Matt Rollings: piano y órgano.
- John Robinson: batería.
- Davy Spillane: silbatos (en "Moonshine").
- Paul Dooley: violín (en "Moonshine").
- Bill Champlain; Alfie Silas Durio; Carmen Echols; Rochelle Gilliard; Judith Gill; Kirsten Joy; Jason Morales; Louis Price y Tiffany Smith: coros